# Nederländerna i olympiska sommarspelen 1964
Nederländerna deltog med 125 deltagare vid de olympiska sommarspelen 1964 i Tokyo. Totalt vann de två guldmedaljer, fyra silvermedaljer och fyra bronsmedaljer.

## Medaljer

### Guld
- Anton Geesink - Judo, öppen klass.
- Bart Zoet, Evert Dolman, Gerben Karstens och Jan Pieterse - Cykling, lagtempolopp.

### Silver
- Antonius Geurts och Paulus Hoekstra - Kanotsport, tvåa utan styrman.
- Steven Blaisse och Ernst Veenemans - Rodd, K-2 1000 meter.
- Ada Kok - Simning, 100 m fjäril.
- Ada Kok, Corrie Winkel, Klenie Bimolt och Erica Terpstra - Simning, 4 x 100 m medley.

### Brons
- Cor Schuuring, Henk Cornelisse, Gerard Koel och Jaap Oudkerk - Cykling, lagförföljelse.
- Jan Just Bos, Herman Rouwé och Erik Hartsuiker - Rodd, tvåa med styrman.
- Lex Mullink, Jan van de Graaff, Freek van de Graaff, Bobbie van de Graaf och Marius Klumperbeek - Rodd, fyra med styrman.
- Pauline van der Wildt, Toos Beumer, Winnie van Weerdenburg och Erica Terpstra - Simning, 4 x 100 m frisim .